# Hrabstwo McPherson (Kansas)

Piramida wieku hrabstwa

Hrabstwo McPherson – hrabstwo położone w USA w stanie Kansas z siedzibą w mieście McPherson. Założone 26 lutego 1867 roku.

## Miasta
- McPherson
- Lindsborg
- Moundridge
- Inman
- Canton
- Galva
- Marquette
- Windom
- Roxbury (CDP)

## Sąsiednie Hrabstwa
- Hrabstwo Saline
- Hrabstwo Dickinson
- Hrabstwo Marion
- Hrabstwo Harvey
- Hrabstwo Reno
- Hrabstwo Rice
- Hrabstwo Ellsworth